# Rehberg (Habach)
Der Rehberg ist ein 827 m ü. NHN hoher Berg im Königsberg-Wald am Südrand des bayrischen Alpenvorlandes. Über den Gipfel verläuft die Grenze zwischen dem Landkreis Weilheim-Schongau und dem Landkreis Garmisch-Partenkirchen. Der höchste Punkt kann nur kurz weglos erreicht werden.